# Ланґе (Кастре)
Ла́нґе (ест. Lange küla) — село в Естонії, у волості Кастре повіту Тартумаа.

## Населення
Чисельність населення на 31 грудня 2011 року становила 78 осіб.

## Географія
Через населений пункт проходить автошлях 22141 (Гааслава — Вана-Куусте).

## Історія
До 24 жовтня 2017 року село входило до складу волості Гааслава.